# Wladimir Nikititsch Kaschperow

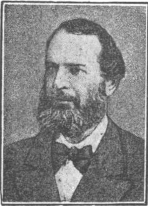
Wladimir Kaschperow

Wladimir Nikititsch Kaschperow (russisch Владимир Никитич Кашперов; * 1827 in Tschufarowo, Gouvernement Simbirsk; † 26. Junijul. / 8. Juli 1894greg. in Romanzewo) war ein russischer Komponist.
Kaschperow studierte in Sankt Petersburg bei Adolf Henselt und ab 1856 in Berlin bei Siegfried Wilhelm Dehn und ging dann nach Italien. Von 1866 bis 1872 war er Gesangslehrer am Moskauer Konservatorium. Danach gründete er zur Förderung des Interesses an der Musik Chorklassen, die er unentgeltlich unterrichtete. Er komponierte fünf Opern, Chorwerke und Lieder (u. a. viele Volkslieder, z. B. Posseju lebedu).

## Werke
- Die Zigeuner (1850)
- Maria Tudor (Mailand 1859)
- Rienzi (Florenz 1863)
- Consuelo (Petersburg 1865)
- Das Gewitter (ebd. 1867)
- Taras Bulba (Moskau 1893)

## Quelle
- Alfred Baumgartner: Propyläen Welt der Musik: die Komponisten, Band 3, Berlin, Frankfurt 1989, ISBN 3549078331, S. 254